# USS John Warner (SSN-785)
L’USS John Warner (SSN-785) est un sous-marin nucléaire d'attaque de classe Virginia de l’US Navy. C'est le second sous-marin de classe Virginia du block 3.